# Unterseeboot 516
L'Unterseeboot 516 (ou U-516) est un sous-marin allemand utilisé par la Kriegsmarine pendant la Seconde Guerre mondiale.

## Historique
Après avoir reçu sa formation de base à Stettin dans la 4. Unterseebootsflottille jusqu'au 31 août 1942, il rejoint son unité de combat à Lorient, dans la 10. Unterseebootsflottille. 
À la suite de l'avancée des forces américaines, et pour éviter sa capture, avec la prise des bases sous-marines françaises par les Alliés, l'U-516 quitte Lorient pour rejoindre la 33. Unterseebootsflottille à Flensbourg le 1er octobre 1944 jusqu'à la reddition de l'Allemagne nazie.
L'U-516 se rend aux forces britanniques à Lough Foyle en Irlande du Nord, puis est transféré à Lisahally le 14 mai 1945 en vue de l'opération alliée de destruction massive d'U-Boote. Il est sabordé par les forces alliées le 2 janvier 1946 à la position géographique de 56° 06′ N, 9° 00′ O.

## Affectations successives
- 4. Unterseebootsflottille du 10 mars 1942 au 31 août 1942
- 10. Unterseebootsflottille du 1er septembre 1942 au 30 septembre 1944
- 33. Unterseebootsflottille du 1er octobre 1944 au 8 mai 1945

## Commandement
- Korvettenkapitän Gerhard Wiebe du 10 mars 1942 au 23 juin 1943
- Hans Pauckstadt du 11 mai 1942 au 27 mai 1942
- Kapitänleutnant Herbert Kuppisch du 24 juin 1943 au 30 juin 1943
- Kapitänleutnant Hans-Rutger Tillessen du 1er juillet 1943 à décembre 1944
- Oberleutnant zur See Friedrich Petran de décembre 1944 au 14 mai 1945

## Navires coulés
L'U-516, au cours de sa carrière et de ses 6 patrouilles, a coulé 16 navires et endommagé un autre. Les 16 navires coulés étaient des cargos totalisant 89 385 tonneaux, et le navire endommagé, lui aussi, un cargo de 9 687 tonneaux de jauge brute.